# 斯科特縣 (密蘇里州)
斯科特郡（英語：Scott County）是美國密蘇里州東南部的一個縣，東隔密西西比河與伊利諾州相望。面積1,103平方公里。根據美國2000年人口普查，共有人口40,422人。縣治本頓（Benton）。
成立於1822年3月1日，縣名紀念該州第一位聯邦眾議員約翰·史考特（John Scott）。